# Agata Ozdoba-Błach
Agata Ozdoba-Błach (ur. 25 lutego 1988 w Opolu) – polska judoczka, drużynowa mistrzyni Europy (2016), indywidualna medalistka mistrzostw świata (2017) i Europy (2014), medalistka Letniej Uniwersjady (2011) i mistrzostw świata (2015) w turnieju drużynowym, wielokrotna mistrzyni Polski, występująca w kategorii 63 kg. Szeregowy Wojska Polskiego.

## Kariera sportowa
W latach 2001–2012 występowała w barwach AZS Opole, od 2013 jest zawodniczką AZS-AWF Wrocław.
Jej największymi sukcesami w karierze międzynarodowej były: brązowy medal indwidualnie na mistrzostwach świata w 2017 oraz  brązowy medal indywidualnie na mistrzostwach Europy w 2014. W 2007 i 2014 wywalczyła na mistrzostwach Europy brązowe medale w turnieju drużynowym, w 2011 brązowy medal Letniej Uniwersjady w turnieju drużynowym, w 2015 wicemistrzostwo świata i srebrny medal światowych wojskowych igrzysk sportowych (2015) w turnieju drużynowym, w 2016 mistrzostwo Europy w turnieju drużynowym.
W 2003 i 2004 została wicemistrzynią Polski kadetek, w 2005, 2006 i 2007 wicemistrzynią Polski juniorek, w 2008, 2009 i 2010 młodzieżową mistrzynią Polski, w 2011, 2012, 2014, 2015 i 2016 mistrzynią Polski seniorek, w 2013 brązową medalistką mistrzostw Polski seniorek.

## Odznaczenia
- Złoty Medal „Za zasługi dla obronności kraju” – 2017[4]